# モンキー・ビジネス (映画)
『モンキー・ビジネス』（Monkey Business）は、1952年のアメリカ合衆国のコメディ映画。監督はハワード・ホークス、出演はケーリー・グラントとジンジャー・ロジャースなど。研究用のチンパンジーのいたずらによって偶然にできた若返りの薬をめぐる騒動を描いている。タイトルの「モンキー・ビジネス（monkey business）」は英語で「いんちき」の意味である。日本劇場未公開。
マリリン・モンローが出世作『ナイアガラ』（1953年）の前年に出演し、喜劇に開眼した作品である。

## ストーリー
オクスリー化学会社で働くぼんやりした化学者であるバーナビー・フルトン博士は、若返りの秘薬を開発しようとしている。彼は金儲け志向の上司であるオリバー・オクスリーから開発の催促をされている。バーナビーの実験用のチンパンジーのうちの1頭であるエスターが檻から抜け出し、ビーカーの化学物質を混ぜて冷水器に中に注いでしまう。その混合物にはバーナビーが求めている若返り効果があったのだ。
エスターのいたずらに気づかず、バーナビーは自分が作った最新の調合物を自分で試し、その余りの苦さに冷水器のタンクの水を飲む。彼はすぐに20歳の若者ような行動を取るようになり、上司の秘書であるロイス・ローレルと街に出掛けてしまう。バーナビーの妻、エドウィナは、その秘薬が「効く」ことを知ると、冷水器の水と一緒にそれを飲み、いたずら好きの女学生に変わってしまう。
エドウィナは、昔の恋人で自分の家族の顧問弁護士であるハンク・エントホイッスルに衝動的に電話をかける。秘薬のことを何も知らない彼女の母親は、エドウィナの結婚生活は本当に不幸で、離婚を望んでいるのだと思い込む。翌朝、バーナビーとエドウィナは秘薬を捨てるために研究室に行く。彼らは、冷水器の水を使ってコーヒーを淹れたことから、知らず知らずのうちに秘薬を飲んでしまう。オクスリーと取締役会はバーナビーが秘薬の影響下にあるうちに、バーナビーから秘薬の処方を買い取ろうとする。
バーナビーは、「インディアン」（アメリカ先住民）ごっこをしている子供たちと友達になる。彼らはハンクを捕らえて「頭皮を剥ぎ」（モヒカン刈りの髪型に）、その後、警官が現れると逃げる。一方、エドウィナは秘薬の効き目が無くなるの待つために眠っている。エドウィナが眠っている間、ある女性が急遽、ベビーシッターが必要になったため、フルトン家の家政婦に赤ん坊を預ける。エドウィナが目を覚ますと、隣には裸の赤ちゃんがいて、近くにはバーナビーの服がある。彼女は、バーナビーが秘薬を飲み過ぎて赤ちゃんに戻ってしまったと思ってしまう。彼女は問題を解決するためにその赤ん坊をオクスリーのところに連れて行く。2人は一緒に解毒剤を見つけようとするが、赤ん坊が眠くなってきたので、エドウィナは秘薬の効き目が切れることを期待して赤ん坊を寝かしつけようとする。
ますます多くの科学者たち（及びオクスリーも）が研究室の冷水器から水を飲み、子供に戻ってしまう。冷水器の最後の水が無くなると秘薬は失われる。冷水器の水が無くなった後、バーナビーは窓から研究室に入り込み、赤ん坊の隣に横になって眠る。エドウィナはバーナビーを発見し、赤ちゃんに対する自分の間違いに気付く。
その後、オクスリーから新たな契約を提示されたバーナビーとエドウィナが夕食に出かける準備をし、気持ちも結婚生活も新たになる中、バーナビーは「自分が若いことを忘れた時に初めて年をとるのだ」と言う。

## キャスト
| 役名                       | 俳優                       | 日本語吹替 （追加収録部分） |
| -------------------------- | -------------------------- | --- |
| バーナビー・フルトン博士   | ケーリー・グラント         | 小林修 （堀内賢雄） |
| エドウィナ・フルトン       | ジンジャー・ロジャース     | 中西妙子 （麻生侑里） |
| オリヴァー・オクスレイ社長 | チャールズ・コバーン       | 塩見竜介 |
| ロイス・ローレル           | マリリン・モンロー         | 吉田理保子 （向井真理子） |
| ハンク・エントウィッスル   | ヒュー・マーロウ           | 細井重之 |
| ジェローム・キッツェル博士 | アンリ・レトンダル         | |
| ゾルデック博士             | ロバート・コーンスウェイト | |
| G・J・カルヴァリー         | ラリー・キーティング       | |
| ブルンナー博士             | ダグラス・スペンサー       | |
| ラインランダー夫人         | エスター・デイル           | |
| リトル・インディアン       | ジョージ・ウィンスロウ     | |
| ガス                       | エメット・リン             | 槐柳二 |
| その他                     | N/A                        | 青木明子 筈見純 加茂嘉久 松岡武司 熊倉重之 立壁和也 島木綿子 中川まり子 鈴木れい子 朝井真子 川路夏子 加藤正之 中村美智子 油谷佐和子 |

- 日本語吹替：テレビ版 ※DVD収録。ただし、差別的表現等で一部吹替は初回よりカットされている（約92分）。

※2017年3月16日、WOWOWで代役の声優を起用してカット部分の吹替を追加収録した「吹替補完版」を放送。

## スタッフ
- 監督：ハワード・ホークス
- 製作：ソル・C・シーゲル
- 原案：ハリー・シーガル（英語版）
- 脚本：ベン・ヘクト、チャールズ・レデラー（英語版）、I・A・L・ダイアモンド
- 撮影：ミルトン・クラスナー
- 音楽：リー・ハーライン

日本語版
- 演出：好川阿津志
- 翻訳：岸本康子
- 調整：栗林秀年
- 効果：赤塚不二夫
- 制作：グロービジョン

## 作品の評価
Rotten Tomatoesによれば、25件の評論のうち高評価は88%にあたる22件で、平均点は10点満点中6.92点となっている。